# Ot Serdtsa K Nebu
Albums de Arkona
Zhizn Vo Slavu (Жизнь во славу)
(2006) Noch Velesova (Ночь Велесова)
(2008)
Ot Serdtsa K Nebu (От Сердца к Небу) est le quatrième album du groupe russe de folk metal Arkona. Il est sorti le 31 octobre 2007 chez Sound Age Production, et plus tard chez Napalm Records. Le titre signifie Du cœur jusqu'au ciel.

## Liste des titres
| Ot Serdtsa K Nebu (От сердца к небу) | Ot Serdtsa K Nebu (От сердца к небу)                 | Ot Serdtsa K Nebu (От сердца к небу) | Ot Serdtsa K Nebu (От сердца к небу) | Ot Serdtsa K Nebu (От сердца к небу) | Ot Serdtsa K Nebu (От сердца к небу) | Ot Serdtsa K Nebu (От сердца к небу) | Ot Serdtsa K Nebu (От сердца к небу) | Ot Serdtsa K Nebu (От сердца к небу) | Ot Serdtsa K Nebu (От сердца к небу) |
| No                                   | Titre                                                | Traduction (anglais)                 | Durée                                |                                      |                                      |                                      |                                      |                                      |                                      |
| ------------------------------------ | ---------------------------------------------------- | ------------------------------------ | ------------------------------------ | ------------------------------------ | ------------------------------------ | ------------------------------------ | ------------------------------------ | ------------------------------------ | ------------------------------------ |
| 1.                                   | Pokrovy Nebesnovo Startsa (Покровы Небесного Старца) | Shrouds of Celestial Sage            | 7:34                                 |                                      |                                      |                                      |                                      |                                      |                                      |
| 2.                                   | Goy, Kupala!!! (Гой, Купала!!!)                      | Hey, Kupala                          | 3:42                                 |                                      |                                      |                                      |                                      |                                      |                                      |
| 3.                                   | Ot Serdtsa K Nebu (От Сердца к Небу)                 | From the Heart to the Skies          | 5:06                                 |                                      |                                      |                                      |                                      |                                      |                                      |
| 4.                                   | Oy, Pechal-Toska (Ой, Печаль-Тоска)                  | Oh, My Sorrow, My Anguish            | 5:33                                 |                                      |                                      |                                      |                                      |                                      |                                      |
| 5.                                   | Gutsulka (Гутсулка)                                  |                                      | 2:44                                 |                                      |                                      |                                      |                                      |                                      |                                      |
| 6.                                   | Strela (Стрела)                                      | Arrow                                | 6:16                                 |                                      |                                      |                                      |                                      |                                      |                                      |
| 7.                                   | Nad Propastyu Let (Над пропастью лет)                | Over the Abyss of Ages               | 6:40                                 |                                      |                                      |                                      |                                      |                                      |                                      |
| 8.                                   | Slavsya Rus! (Славься, Русь!)                        | Hail Rus!                            | 4:00                                 |                                      |                                      |                                      |                                      |                                      |                                      |
| 9.                                   | Kupala I Kostroma (Купала и Кострома)                | Kupala and Kostroma                  | 3:43                                 |                                      |                                      |                                      |                                      |                                      |                                      |
| 10.                                  | Tsigular (Цигулар)                                   | Violinist                            | 2:29                                 |                                      |                                      |                                      |                                      |                                      |                                      |
| 11.                                  | Sva (Сва)                                            |                                      | 6:31                                 |                                      |                                      |                                      |                                      |                                      |                                      |
| 12.                                  | Katitsya Kolo (Катится Коло)                         | Kolo is Rolling                      | 10:16                                |                                      |                                      |                                      |                                      |                                      |                                      |
| 60.51                                |                                                      |                                      |                                      |                                      |                                      |                                      |                                      |                                      |                                      |

La piste 9 est le bonus de la version Digipak.

## Crédits
- Masha "Scream" - Chant, clavier et percussions
- Sergei "Lazar" - Guitare
- Ruslan "Kniaz" - contrebasse
- Vlad "Artiste" - Batteries
- Vladimir Cherepovsky - cornemuse, harpe, flûte et Ocarina
- Andrew Bayramov - percussions
- Shults Alexander - Chœurs
- Sazonova Maria - Chœurs
- Valéry Naumov - Chœurs
- Alexander "Bumblebee" - Chœurs et cris
- Alexandre Olens" - accordéon